# ヤン・デ・ヨンヘ
ヤン・デ・ヨンヘ（デ・ヨンゲ、Jan de Jonge、1963年5月8日 - ）は、オランダの北東部、ドレンテ州の都市エメン出身の元サッカー選手。ポジションはフォワード。現在はVfLボーフムのアシスタントコーチを務める。現役時代はFCフローニンゲン、SCヘーレンフェーン、FCエメンの3クラブでプレーした。